# Парк-шума Бенцион Були
Парк-шума Бенцион Були налази се на општини Савски венац у Београду, Србија. Смештена је између Булевара кнеза Александра Карађорђевића, Шекспирове и улице Љутице Богдана у насељу Дедиње. Изграђена је 1901. године и име је добила у част Бенциона Булија, добротвора, банкара и народног посланика.
Дужина парк-шуме је око 700 метара, а највећа ширина до 100 метара. Има уређене стазе за шетање и клупе за седење. У средишту се налази Учитељски факултет и Дом за децу ометену у развоју.